# Kızılpınar, Sarıoğlan
Kızılpınar là một xã thuộc huyện Sarıoğlan, tỉnh Kayseri, Thổ Nhĩ Kỳ. Dân số thời điểm năm 2008 là 70 người.